# Дукич, Зоран
Зоран Дукич (хорв. Zoran Dukić, 1969, Загреб, Югославия) — югославский и хорватский гитарист. 

## Биография
С пяти лет по настоянию родителей занимался балетом. Приступил к занятиям гитарой в возрасте шести лет, сочетал их с занятиями футболом. Учился в Музыкальной академии Загреба у Дарко Петриньяка и у Хуберта Кеппеля в Высшей музыкальной школе в Кёльне.
Музыкант выступал на пяти континентах, постоянный участник международных фестивалей, неоднократно давал концерты и мастер-классы в России (Москва, Санкт-Петербург, Новосибирск).
Участник и основатель Trio de Cologne. Репертуар музыканта включает музыку разных стран и эпох, от барокко до музыки XX века. Первый исполнитель сочинений Тору Такэмицу, Ханса Вернера Хенце, Терри Рейли, Софьи Губайдулиной и других крупных современных композиторов. Известен своими оригинальными интерпретациями испанской музыки эпохи романтизма.

## Награды[4]
- 1991. Международный гитарный конкурс в Меттман. Победитель.
- 1991. Международный гитарный конкурс Андреса Сеговии в Пальма-де-Мальорка. Победитель и Приз зрительских симпатий.
- 1992. Международный гитарный конкурс фонда Хасинто и Иносенсио Герреро в Мадриде. Победитель и Специальный приз жюри за лучшее исполнение испанской музыки.
- 1994. Международный гитарный конкурс Франсиско Тарреги в Беникасим. Победитель и Специальный приз зрительских симпатий.
- 1996. Международный гитарный конкурс Андреса Сеговии в Гранаде. Победитель.

## Педагогическая деятельность
В 2002—2003 учебном году вёл занятия в Каталонской высшей музыкальной школе в Барселоне, преподавал в Высшей музыкальной школе в Аахене и в Загребской музыкальной академии. В настоящее время преподает в Королевской консерватории в Гааге.

## Избранная дискография[6]
- 2000. Zoran Dukic. Tárrega, Antonio José, Bach, Takemitsu. Opera Tres.
- 2009. Zoran Dukic. Mario Castelnuovo-Tedesco: 24 Caprichos de Goya. Naxos.
- 2014. Zoran Dukic. Balkan Muses. GHA.
- 2015. Zoran Dukic. In the Beginning. Contrastes.